# Тенна (Граубюнден)
Тенна (нем. Tenna GR) — деревня и бывшая коммуна в Швейцарии, в кантоне Граубюнден.
1 января 2013 года вместе с коммунами Валендас, Зафин и Ферзам вошла в состав новой коммуны Зафинталь. 
Входит в состав региона Сурсельва (до 2015 года входила в округ Сурсельва).
Население составляет 95 человек (на 31 декабря 2006 года). Официальный код — 3652.